# Zeemonnik

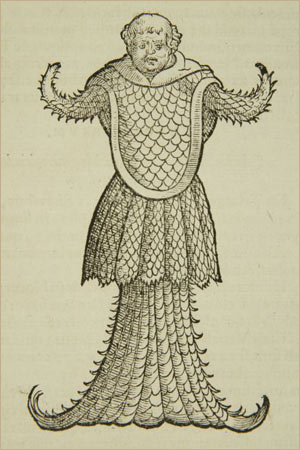
Zeemonnik, illustratie in Conrad Gesners Historiae animalium (1574)

De zeemonnik, ook wel monniksvis, is een fabeldier dat nauw verwant zou zijn aan de zeebisschop, ook een onbestaand dier, en beide zouden zij afstammen van de Triton en de meermannen van het oude Mesopotamië. 
Deze ‘zeeheiligen’ worden onder andere in het vierde deel van Conrad Gesners Historiae animalium beschreven. Het dier heeft een geschoren kop en het habijt van een pater. Een variant van de zeemonnik is de Chinese monniksvis; dit is een woest dier dat jonken kan doen kapseizen. Ooit zouden zeelui tijdens een storm op zee een zeemonnik hebben gevangen.

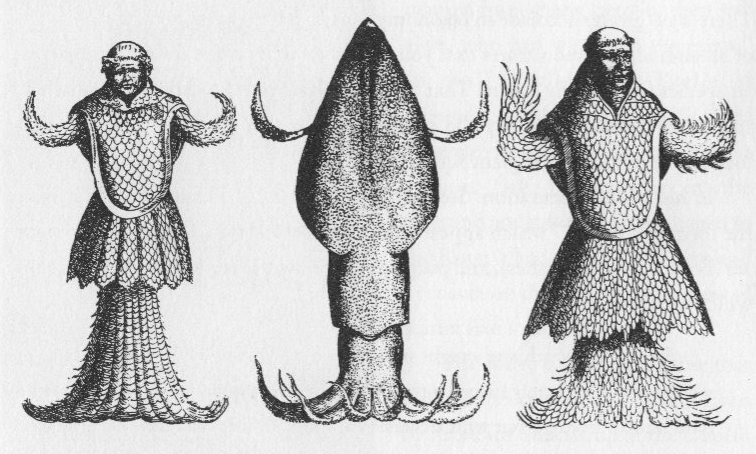
Steenstrups vergelijking

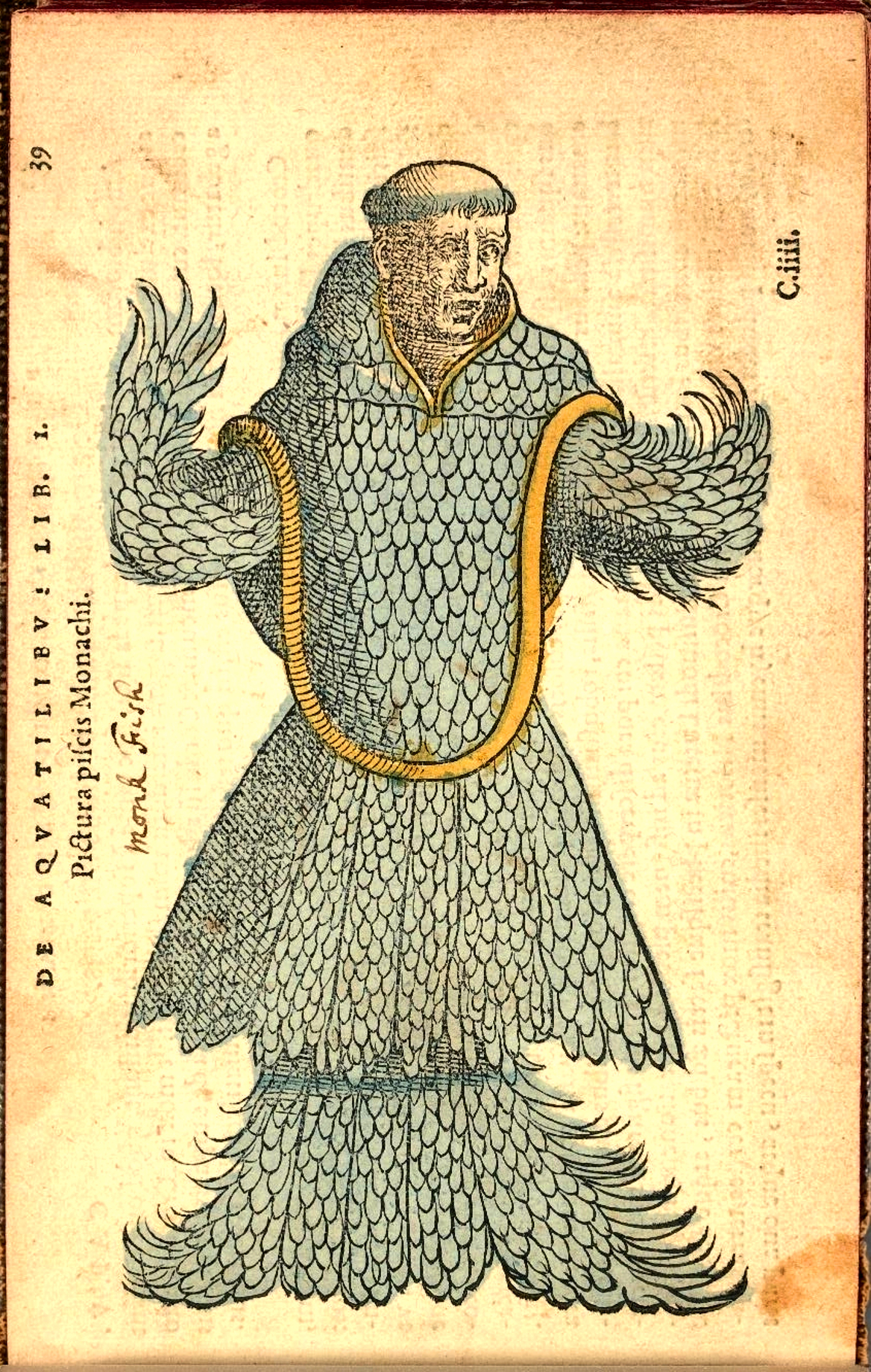
in De aquatilibus libri II (1553) van Pierre Belon
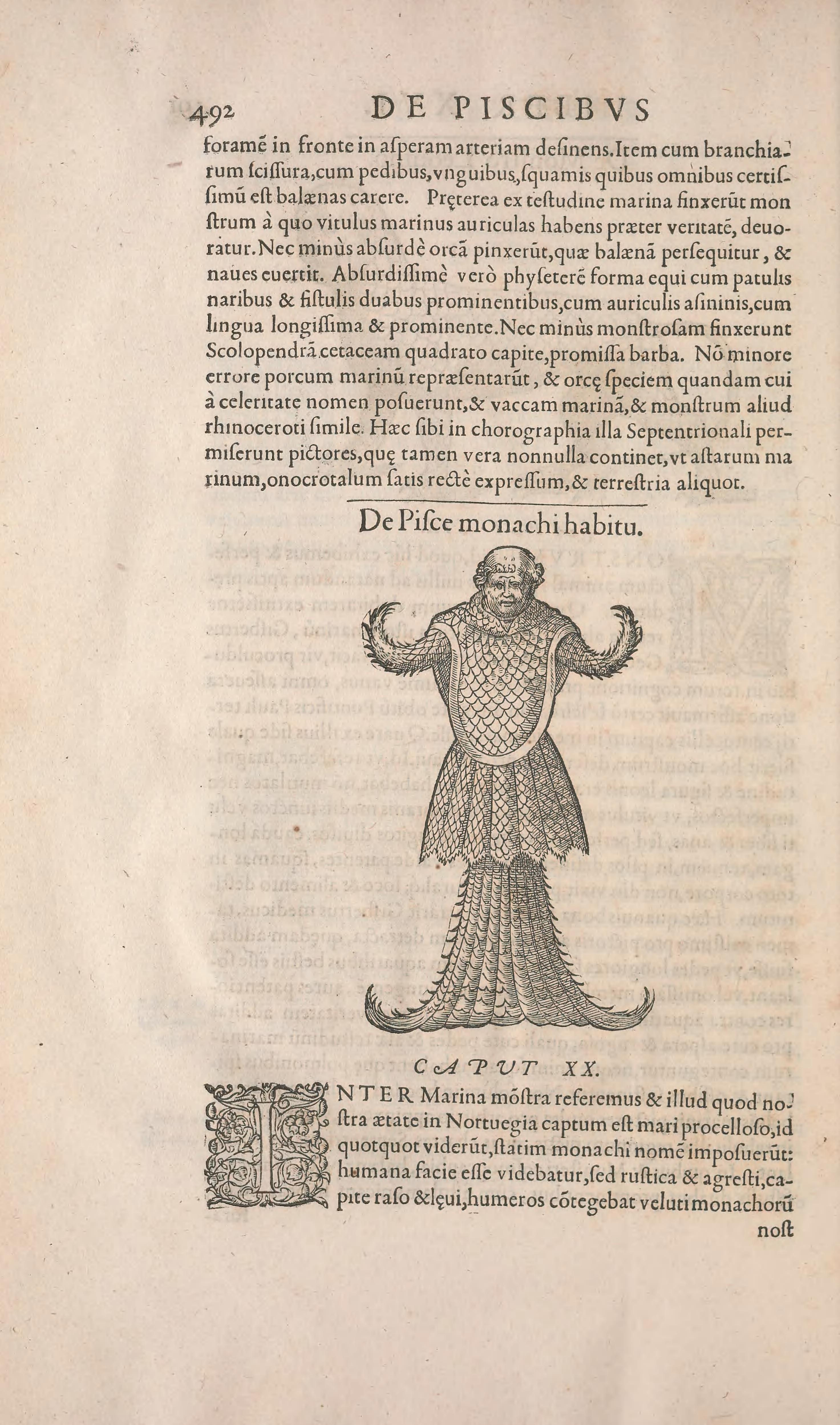
in Libri de piscibus marinis (1554) van Guillaume Rondelet
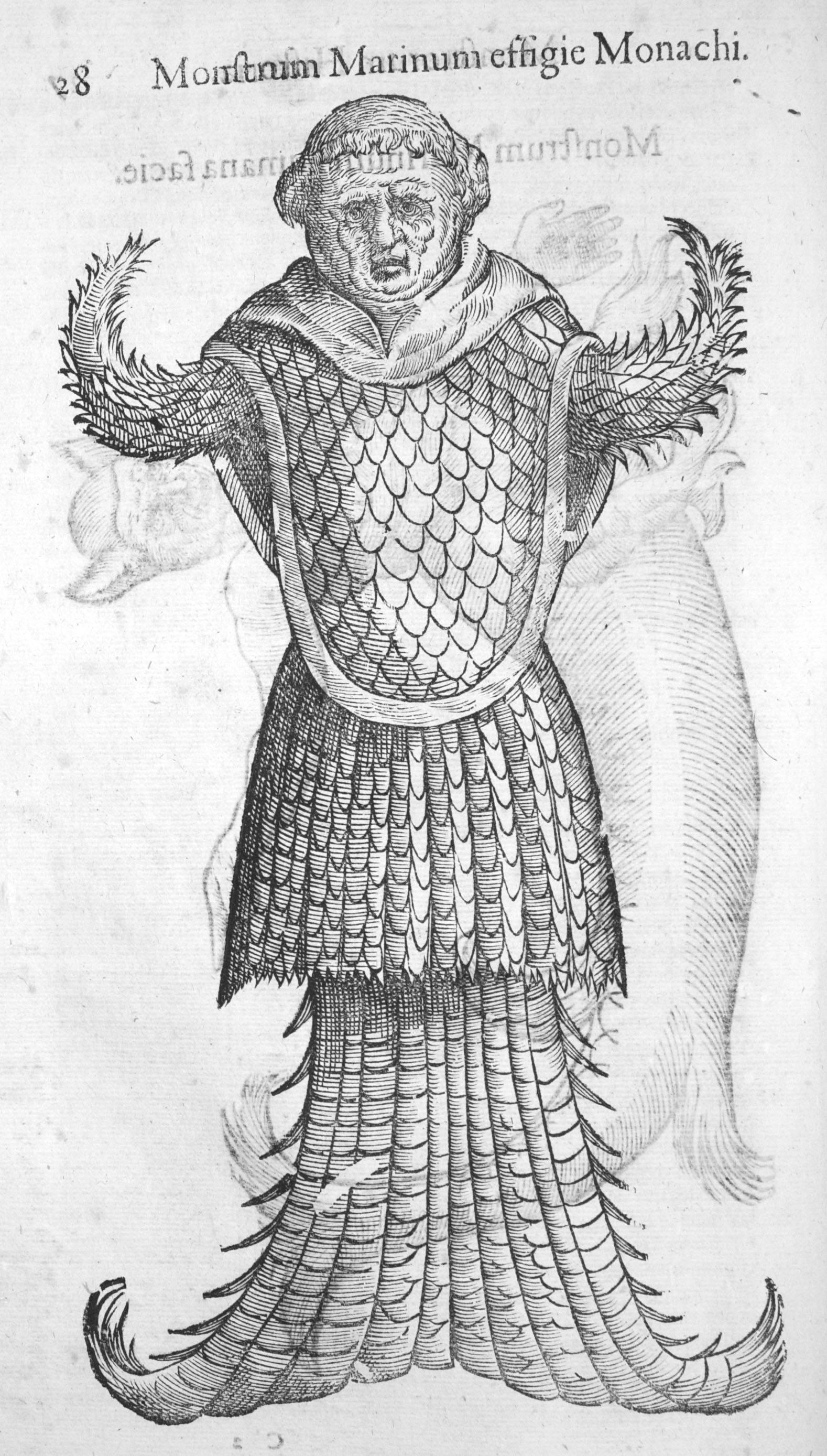
in Monstrorum historia (1642) van Ulisse Aldrovandi
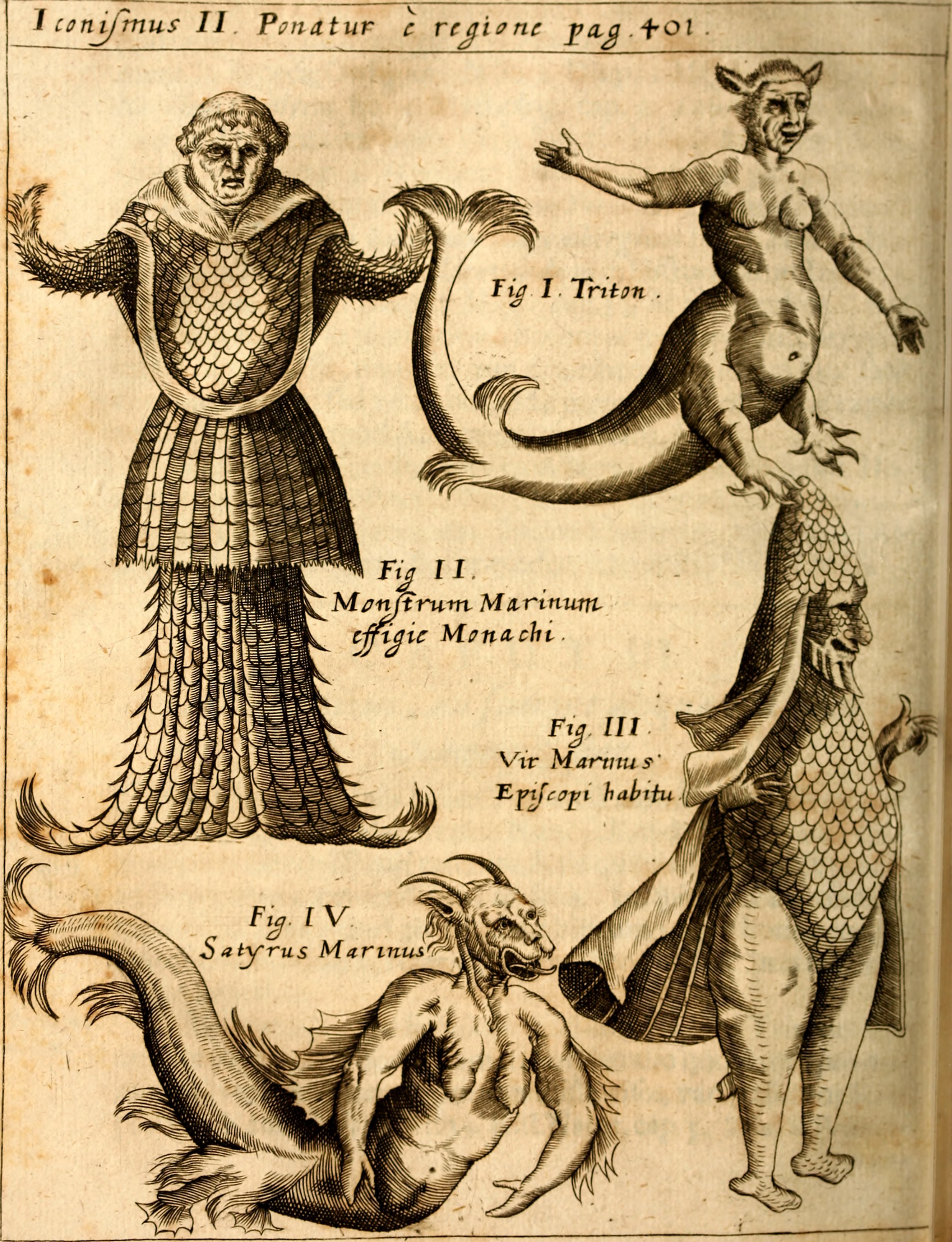
in Mirabilia naturae et artis libris XII (1662) van Gaspar Schott
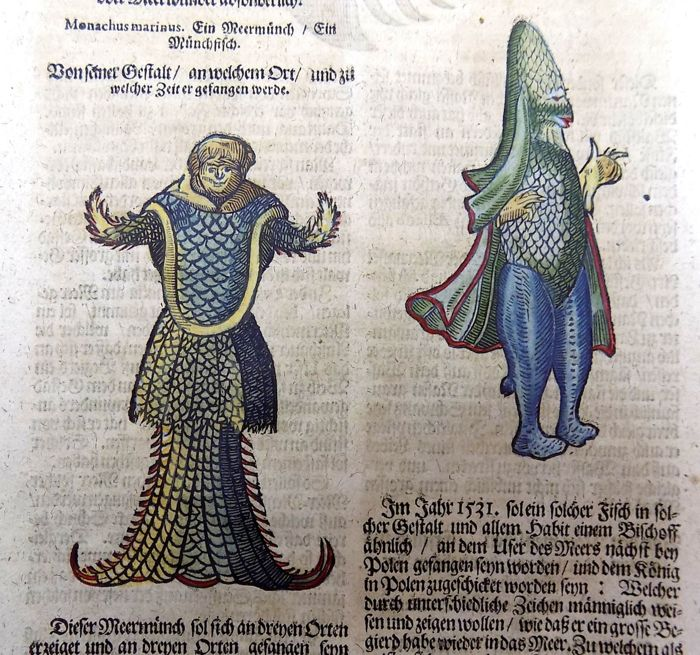
in Historiae animalium (1669) van Conrad Gesner